# 敖氏徳元家
敖氏徳元家（ごううじとくもとけ）は、琉球王国の氏族の一つ。敖徳幹・比嘉親雲上将古を元祖とする琉球士族（泊士族）。旧泊士族敖姓大宗家。筑登之筋目。
元祖は敖徳幹・比嘉親雲上将古。分家に神山家・岸本家・長嶺家・久高家・山里家等がある。名乗り頭は将。敖姓。二世島尻中城親雲上将兼の長女思戸金は呉氏我那覇家六世我那覇親雲上宗知の室。
南山王汪応祖の第十王子上与座大主の次男野原筑登之の子孫である屋比久仁屋の三男金蔵大主（東風平親雲上又は東風平筑登之親雲上）が、分家二世敖鵬・楚辺親雲上将庸の婿養子となり、将考と名乗った。
岸本家、長嶺家、久高家、山里家がその子孫にあたる。太宗将古が金蔵大主であったという資料もある。